# Yerre
Pour les articles homonymes, voir Yerre (homonymie).
Ne pas confondre avec l'Yerres, rivière d'Île-de-France, affluent de la rive droite de la Seine, et l'Yères, fleuve côtier de Seine-Maritime.
Pour un article plus général, voir Réseau hydrographique d'Eure-et-Loir.
L'Yerre est une rivière située dans le département français d'Eure-et-Loir, en région Centre-Val de Loire, et un affluent droit du Loir, donc un sous-affluent de la Loire, la Maine et la Sarthe.

## Étymologie
L'Yerre est documentée sous les formes Era (1031), Edera (1045), Erra (vers 1140), Hière (1384), probablement d'un ancien Atura. Le nom actuel peut avoir subi l'influence de l'ancien français yerre > 'lierre'.

## Géographie
L'Yerre prend sa source au sein de la forêt de Montmirail, dans le Perche, sur le territoire de la commune de Chapelle-Guillaume, au lieu-dit la Jaterie, à 243 m d'altitude, à l'extrême sud-ouest du département d'Eure-et-Loir. 
Il coule ensuite vers l'est et le sud-est sur 48,7 km et se jette finalement dans le Loir à Saint-Hilaire-sur-Yerre, à 97 m d'altitude.

### Communes et cantons traversés
Dans le seul département d'Eure-et-Loir, l'Yerre traverse 10 communes et 3 cantons :
- dans le sens amont vers aval : Chapelle-Guillaume, La Bazoche-Gouet, Chapelle-Royale, Arrou, Courtalain, Saint-Pellerin, Langey, Lanneray, Saint-Denis-les-Ponts, Saint-Hilaire-sur-Yerre (confluence).
- en termes de cantons, l'Yerre prend source dans l'ancien canton d'Authon-du-Perche, traverse le canton de Châteaudun et conflue dans l'ancien canton de Cloyes-sur-le-Loir, le tout dans les arrondissements de Nogent-le-Rotrou et Châteaudun.

### Toponyme
L'Yerre a donné son hydronyme à la commune de confluence Saint-Hilaire-sur-Yerre.

### Bassin versant
L'Yerre traverse une seule zone hydrographique L'Yerre & ses affluents (M111) de 299 km2 de superficie. Cette zone est constituée à 87,94 % de territoires agricoles, à 10,61 % de forêts et milieux semi-naturels, à 1,28 % de territoires artificiels

## Affluents
L'Yerre a douze tronçons affluents référencés dont :
- La Carrelière (rg), 6,6 km sur les quatre communes de Greez-sur-Roc, Saint-Ulphace, Chapelle-Guillaume, La Bazoche-Gouet.
- la Pinterie (rd), 6,8 km sur les quatre communes de Le Plessis-Dorin, Chapelle-Guillaume, Saint-Avit, La Bazoche-Gouët.
- le ruisseau de Trompe-Souris (rg), 3,9 km sur les deux communes de Soize (source) et La Bazoche-Gouet (confluence).
- sept bras pour un total de 7,8 km sur les trois communes de Arrou, Courtalain, et Saint-Pellerin.
- le ruisseau le Gallas (rd), 12,7 km sur les quatre communes de Le Gault-Perche, Arrou, Le Poislay, Saint-Pellerin.
- la vallée d'Araignée (rg), 10,4 km sur les trois communes d'Arrou, Chatillon-en-Dunois, Saint-Pellerin avec un affluent :
  -  ?, 4,9 km sur les deux communes d'Arrou, et Chatillon-en-Dunois.
- la vallée des Fretons (rg), 13,9 km sur les quatre communes de Yevres, Chatillon-en-Dunois, Lanneray, Langey.

Le rang de Strahler est donc de trois.

## Hydrologie

### L'Yerre à Saint-Hilaire-sur-Yerre (Bechereau)
Le débit de l'Yerre a été observé pendant une période de 22 ans (1993-2014), à Saint-Hilaire-sur-Yerre, localité du département d'Eure-et-Loir, située au niveau du confluent avec le Loir. Le bassin versant de la rivière est de 297 km2, et à 97 m d'altitude.
Le module de la rivière à Saint-Hilaire-sur-Yerre est de 1,58 m3/s.
Le régime de l'Yerre ressemble beaucoup à celui de l'Ozanne voisine, ce qui se comprend aisément en considérant que les deux rivières parcourent côte-à-côte les mêmes zones climatiques (le Perche). Comme l'Ozanne, l'Yerre présente des fluctuations saisonnières de débit assez importantes, avec des hautes eaux d'hiver portant le débit mensuel moyen à un niveau situé entre 2,84 et 4,41 m3/s, de décembre à mars inclus (maximum en janvier), et des basses eaux d'été de mai à octobre, avec une baisse du débit moyen mensuel jusque 0,395 m3/s au mois de septembre (395 litres par seconde), ce qui reste cependant assez consistant.

### Étiage ou basses eaux
À l'étiage, c'est-à-dire aux basses eaux, le VCN3 ou débit minimal du cours d'eau enregistré pendant trois jours consécutifs sur un mois, peut chuter jusque 0,15 m3/s, en cas de période quinquennale sèche, soit 150 litres par seconde.

### Crues
D'autre part les crues peuvent être assez importantes. Les QIX 2 et QIX 5 valent respectivement 31 et 50 m3/s. Le QIX 10 est de 62 m3/s, tandis que le QIX 20 se monte à 74 m3/s et le QIX 50 à 89 m3/s.
Le débit instantané maximal enregistré a été de 90 m3/s le 22 janvier 1995, tandis que la valeur journalière maximale était de 65,5 m3/s le 26 février 1997. En comparant le premier de ces chiffres aux valeurs des différents QIX de la rivière, il apparaît que cette crue était d'ordre vicennal et nullement exceptionnelle, et donc statistiquement destinée à se répéter tous les 20 ans environ. La hauteur maximale instantanée a été de 2 070 mm ou 2,07 m, le 14 janvier 2004.

### Lame d'eau et débit spécifique
La lame d'eau écoulée dans le bassin de l'Yerre est de 168 millimètres annuellement, ce qui est médiocre, très nettement inférieur à la moyenne d'ensemble de la France, mais également à celle de l'ensemble du bassin versant de la Loire (244 millimètres par an), mais cependant largement supérieur à l'ensemble du bassin du Loir (128 millimètres par an à Durtal). Le débit spécifique (ou Qsp) se monte dès lors à 5,3 litres par seconde et par kilomètre carré de bassin.